# Dietzhölztal
Dietzhölztal est une municipalité allemande située dans l'arrondissement de Lahn-Dill et dans le land de la Hesse. Elle se trouve à l'extrémité nord de l'arrondissement.

## Jumelage
- Shimotsuke-shi (Japon) depuis le 1er octobre 2009[1]